# هجای قبرسی

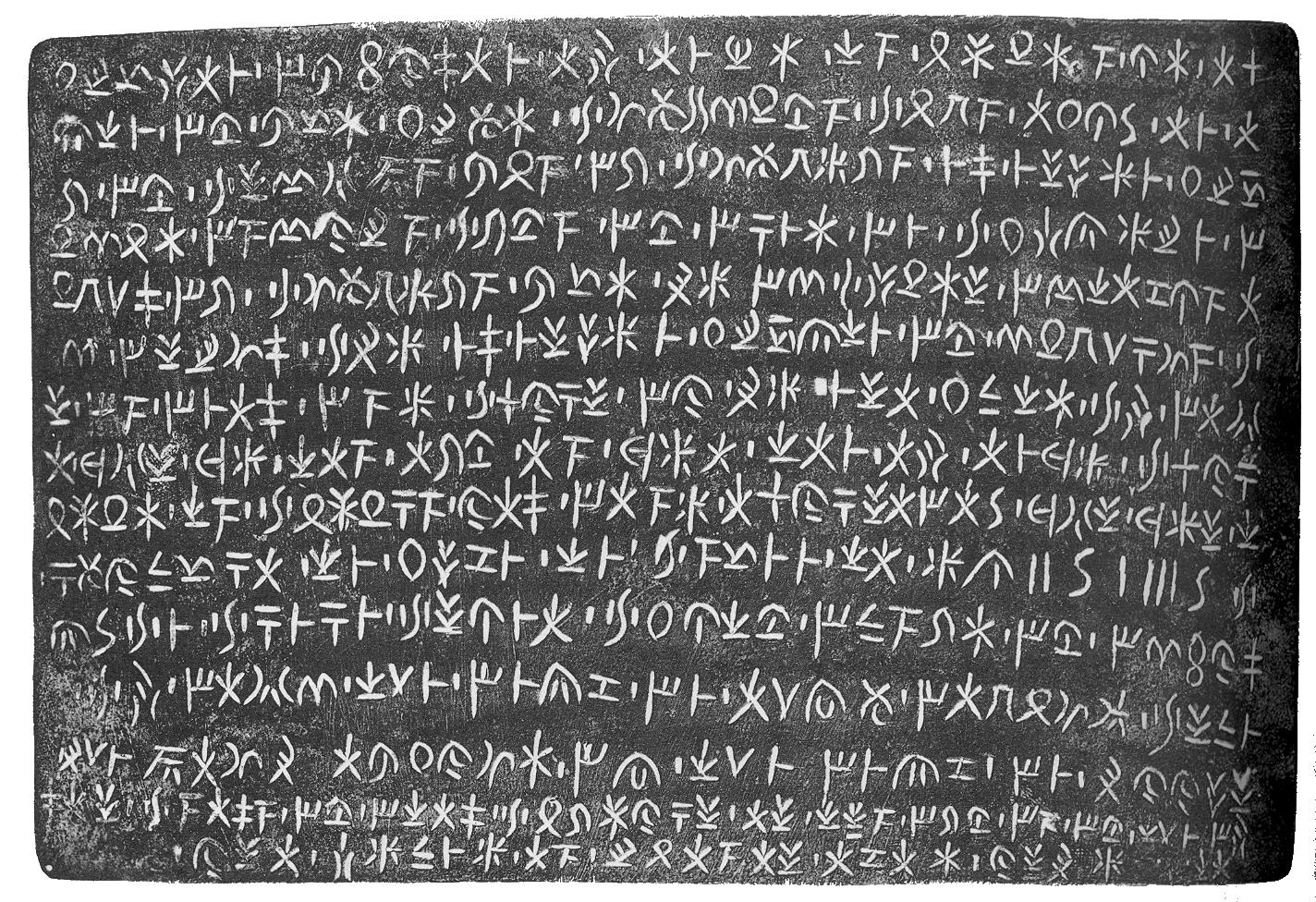
نقاشی خط، لوح برنزی ایدالیون مربوط به قرن ۵ قبل از میلاد دالای قبرس.

هجای قبرسی یا قبرسی یک خط هجایی است که در قبرس عصر آهن، از حدود قرن یازدهم تا چهارم پیش از میلاد، تا زمانی که الفبای یونانی جایگزین آن شد استفاده می‌شد یکی از پیشگامان این تغییر، پادشاه اواگوراس سالامیس بود.